# Tricks of the Light
«Tricks of the Light» es una canción del músico Mike Oldfield lanzada como sencillo en septiembre de 1984 y que pertenece a su álbum de estudio Discovery. Las partes vocales son compartidas por Maggie Reilly y Barry Palmer.
"Tricks of the Light" fue creada en el estudio de grabación de Oldfield en un chalet en Villars-sur-Ollon sobre el lago Lemán en los Alpes suizos.
El lado B del sencillo, "Afghan", es una canción que no pertenece al álbum, y fue grabado al mismo tiempo que el álbum Discovery. 

## Vídeo musical
El video musical de "Tricks of the Light" es una actuación en vivo, creada durante los ensayos de la gira Discovery Tour, y se centra en una chica en la audiencia. Intercaladas hay escenas que no son de concierto, de la misma chica con y sin gafas de sol. En el escenario están Mike Oldfield que  toca una Fender Stratocaster y sus antiguos músicos de gira Phil Spalding en el bajo, Mickey Simmonds en los teclados, Harald Zuschrader en Fairlight CMI y guitarra y Simon Phillips en la batería. Maggie Reilly y Barry Palmer sincronizan los labios de las voces de estudio.El clip está disponible en la colección de videos  Elements – The Best of Mike Oldfield.

## Lista de canciones
sencillo 7" (Virgin – 106 810-100)
A "Tricks of the Light" – 3:53
B "Afghan" – 2:37
maxi 12" ( Virgin – 601 520-213)
A "Tricks of the Light" – 3:53
B1 "Tricks of the Light" (Instrumental) – 3:54
B2 "Afghan" – 2:37

## Posicionamiento en listas
| Lista (1984)                                     | Máxima posición |
| ------------------------------------------------ | --------------- |
| Alemania Occidental (Offizielle Deutsche Charts) | 46              |
| Reino Unido (UK Singles Chart)                   | 91              |